# Трошинкін Матвій Павлович
Матвій Павлович Трошинкін (рос. Матвей Павлович Трошинкин; нар. 5 серпня 1981, Москва, Російська РФСР) — російський режисер документального кіно і телепередач, оператор.

## Життєпис
Навчався у театральному училищі імені Щепкіна (майстерня Ю. Соломіна), в Незалежній школі кіно і ТБ «Інтерньюз» (майстерня М. Разбежкіной та В. Фенченко), на сценарних курсах Олександра Мітти. Лауреат премії «ТЕФІ-Регіон 2009».

## Фільмографія
- 2008 «Ідилія»
- 2008 «Під знаком „М“»
- 2008 «Вихід»
- 2008 «Пошто маловірна…»

## Політична позиція
У березні 2014 року підписав лист «Ми з Вами!» на підтримку України.